# Армійська (станція метро)
«Армійська» (до 17 травня 2016 — «Радянської армії») — 10-та станція Харківського метрополітену. Розташована на Холодногірсько-Заводській лінії між станціями «Палац Спорту» та «Імені О. С. Масельського». Вихід зі станції розташований на розі проспекту Героїв Харкова та вулиці Андрія Ощепкова. Відкрита 11 серпня 1978.
17 травня 2016 року в четвертій фазі виконання вимог законодавства про декомунізацію рішенням Харківської обласної державної адміністрації станцію метро було перейменовано в «Армійську».

## Конструкція станції
Односклепінна станція мілкого закладення з острівною платформою

## Колійний розвиток
Станція без колійного розвитку.

## Оздоблення
Відмінністю станції є наявність бічних люмінесцентних ламп, які приховано за бронзовими зірками. Часто ці лампи не працювали, бо перегорали через вібрації від потягів.
Центральне освітлення станції реалізовано за допомогою вертикальних люстр, які стоять на полу і випромінюють світло в напрямку стелі. До того, як лампи розжарювання змінили на лампи денного освітлення, станція була найтемнішою станцією Харківського метрополітену (також через те, що не працювали лампи, вони приховані за зірками).
Подібною за стилем освітлення станцією є станція Обухово в Петербурзькому метрополітені.
Темний полірований граніт і мармур, суворі архітектурні форми, продуманий дизайн — все відповідає її назві. 

## Галерея

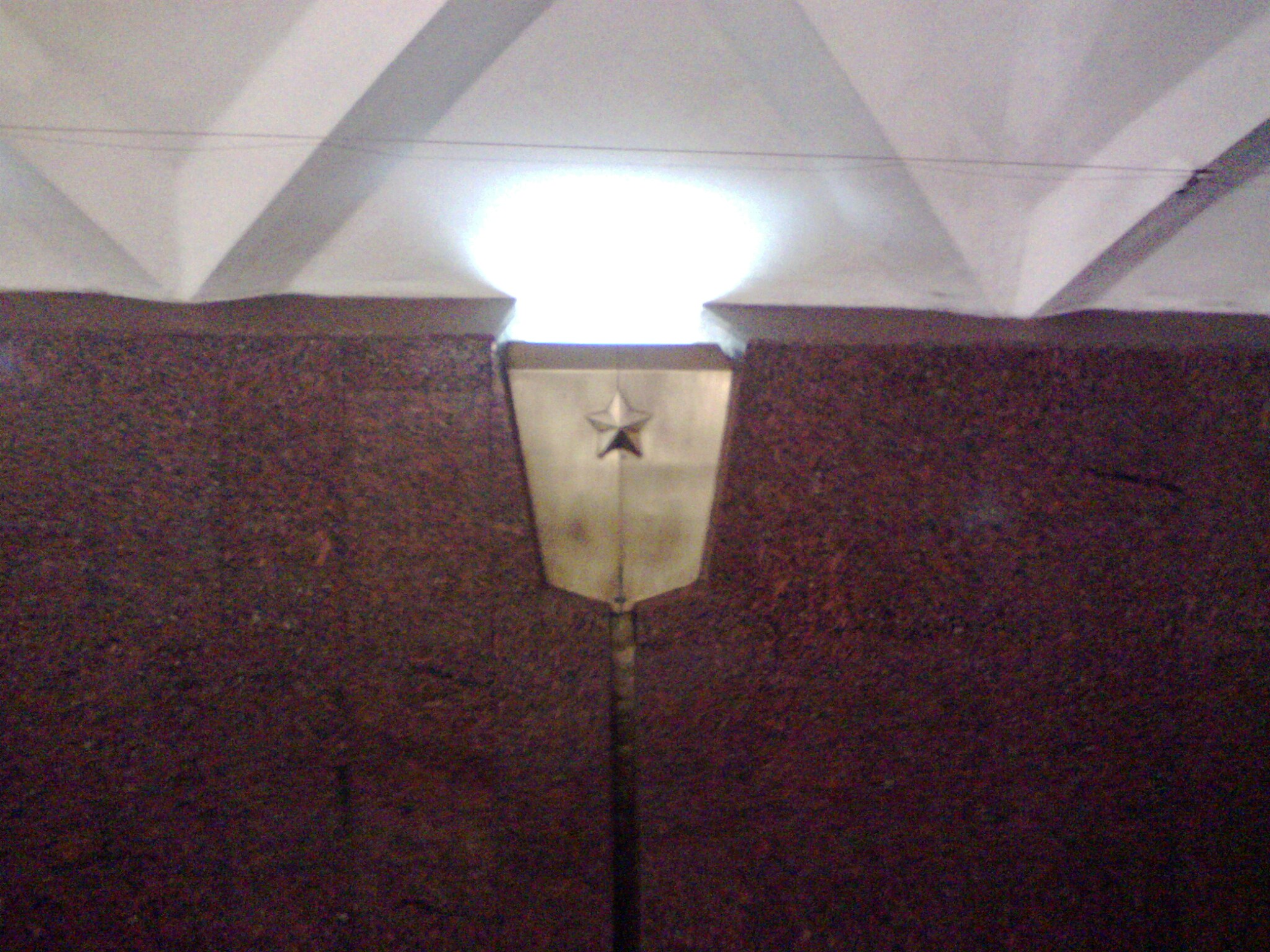
Бічний плафон станції. На кожному з них бронзова зірка на честь радянської армії (нині демонтовані, замінені на герби України та Харкова).
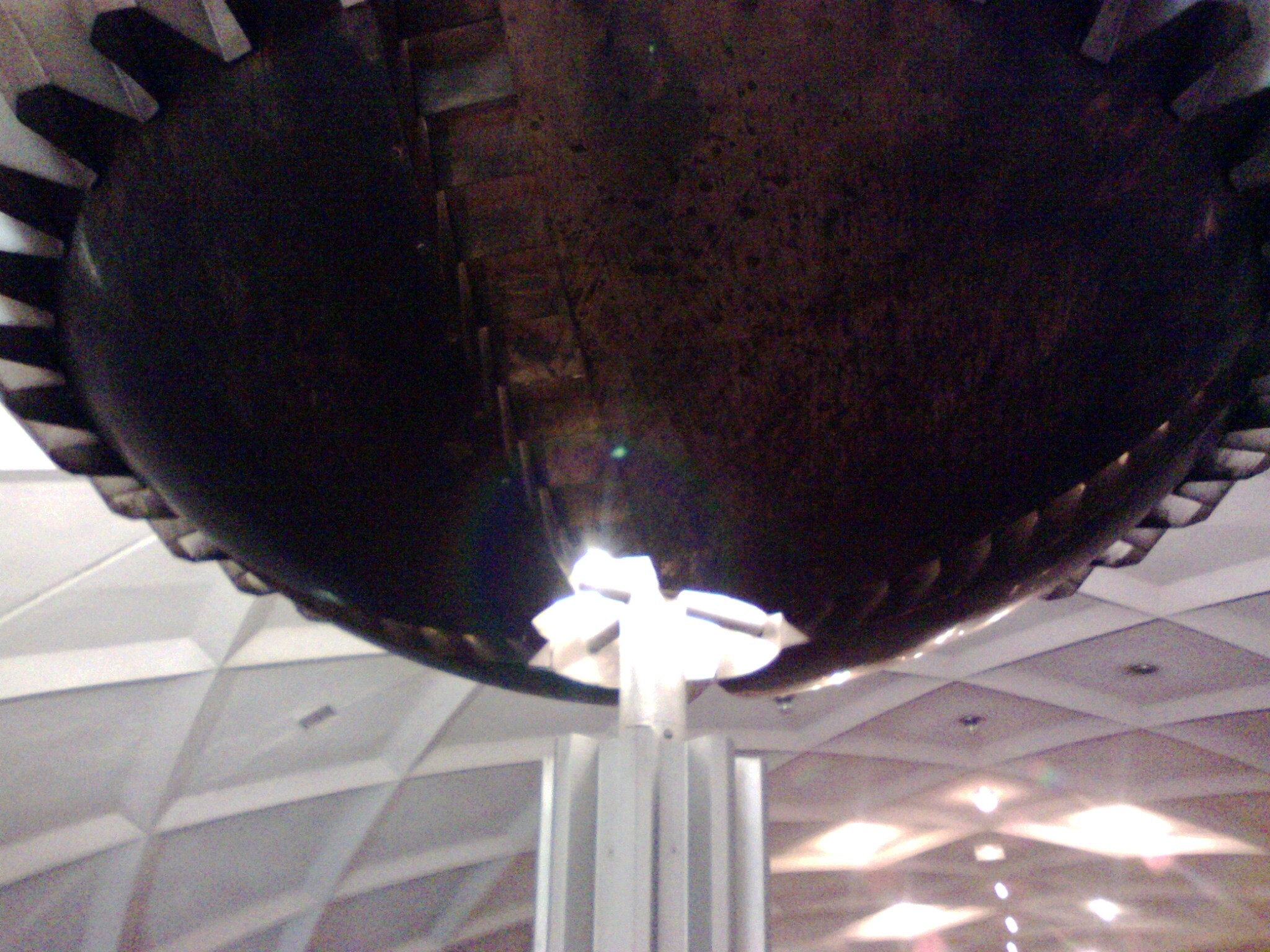
Люстра на платформі станції. Розташована на підлозі, хоча зазвичай люстри підвішені на стелі.

## Цікаві факти
- На станції знімали сцену фільму «Метро», дії якого за сюжетом розгортаються в Москві.